# Kastulus Wohlmuth

Abt Kastulus Wohlmuth

Kastulus Wohlmuth, auch Castulus Wohlmuth (* 19. Oktober 1748 in Landshut; † 2. August 1802) war ein Prämonstratensermönch und von 1794 bis 1802 Abt des Klosters Neustift bei Freising.
Wohlmuth stammte aus einer Bäckerfamilie in Landshut, trat 1766 ins Kloster Neustift ein und wurde 1772 zum Priester geweiht. Am 8. Juli 1794 wählte man ihn zum Abt des Konventes. Schon ab 1781 wirkte er auch als Professor für Mathematik und Naturwissenschaften an der Universität Landshut und galt als kunstliebhabend.
Während Wohlmuths Amtszeit fielen am 6. Juli 1800 französische Truppen in die Hofmark Neustift ein und plünderten das Kloster. Nach seinem Tod (1802) durfte kein neuer Abt mehr gewählt werden; der Konvent wurde 1803 im Zuge der Säkularisation aufgelöst.